# Dacia Dokker
Dacia Dokker — фургон румунської компанії Dacia, що виготовляється з 2012 року.

## Опис

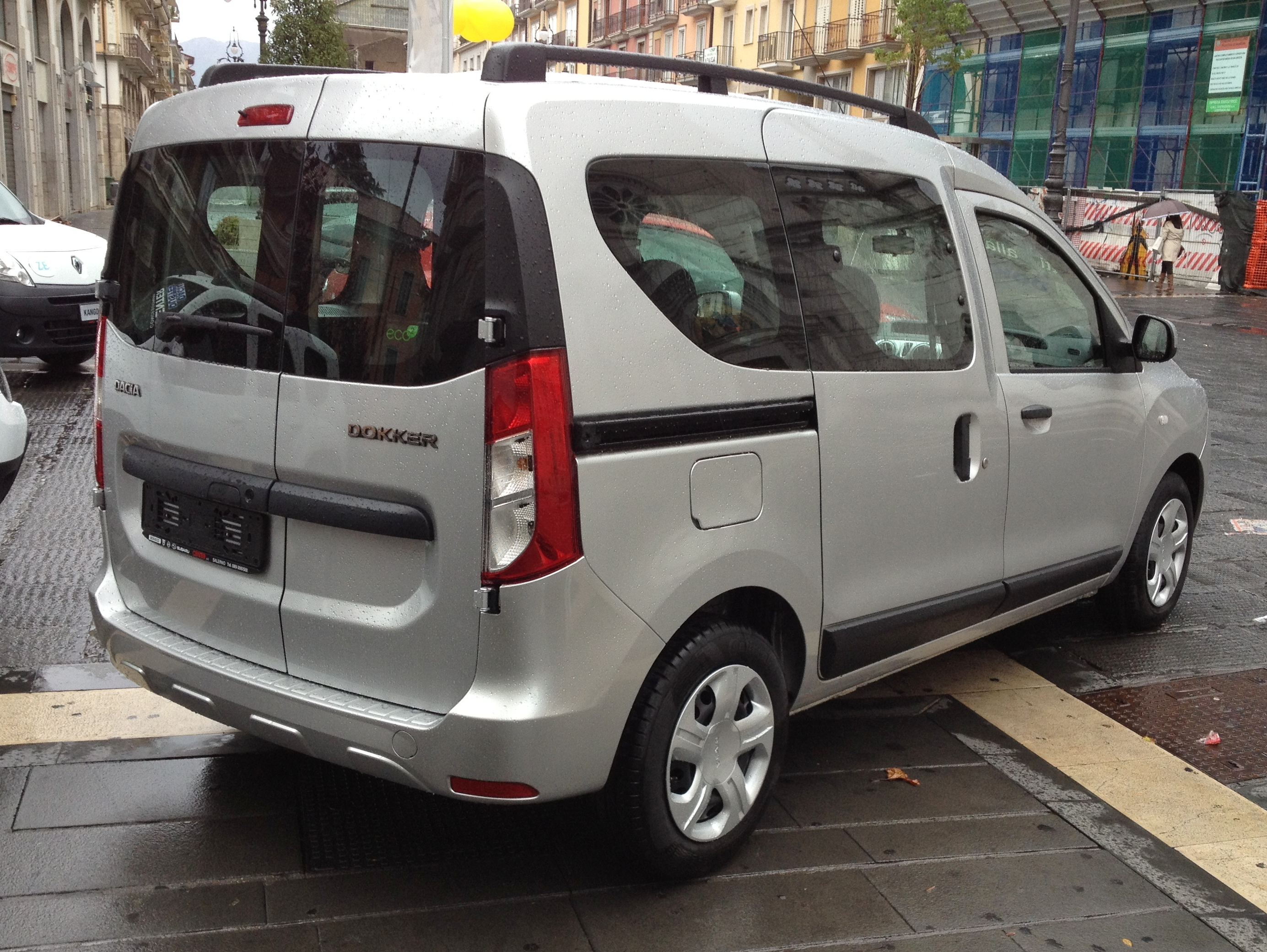
Dacia Dokker 1.5 dCI (2012—2016)

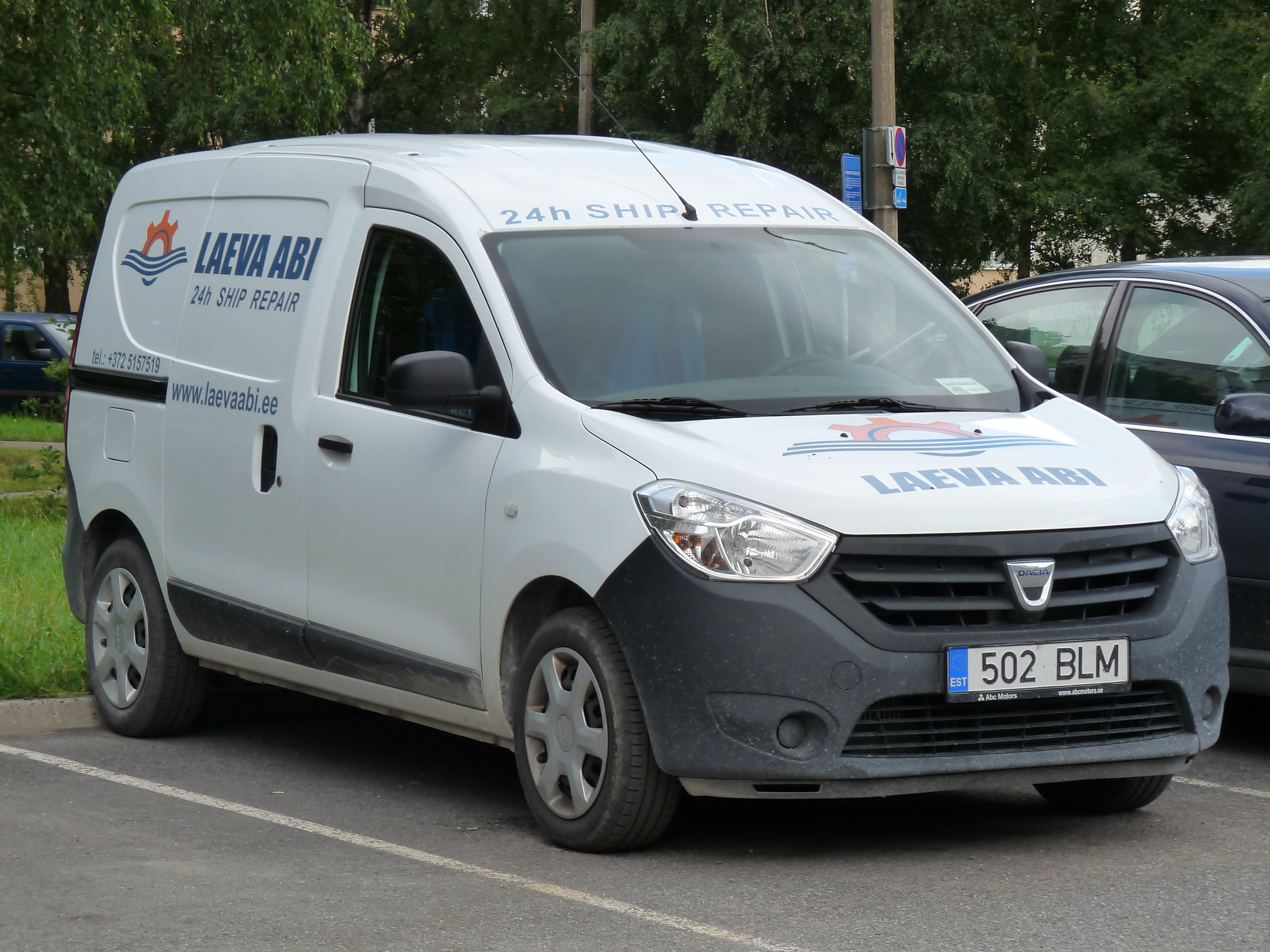
Dacia Dokker Van фургон (2012—2016)

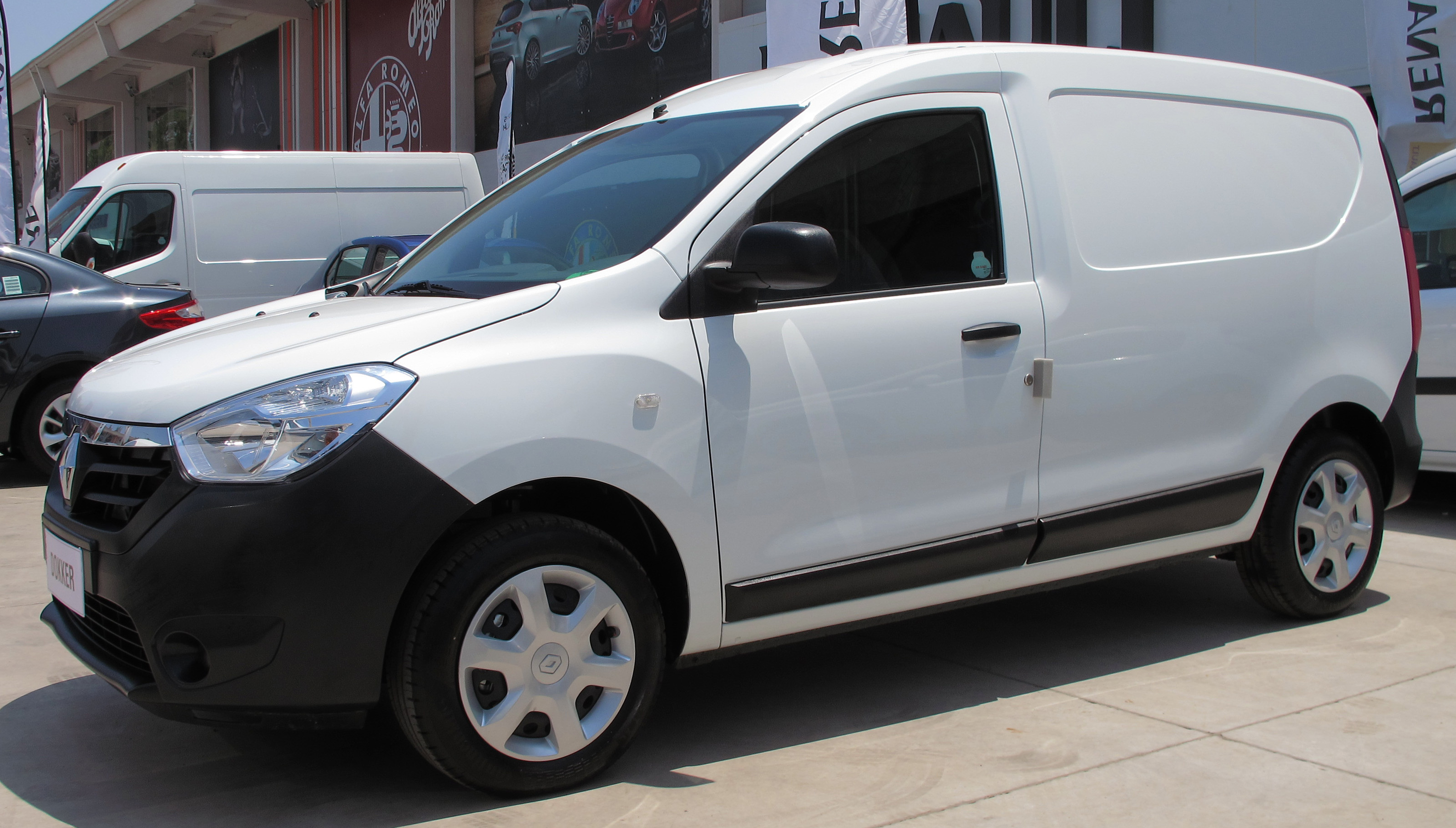
Renault Dokker 1.6 Cargo (2012—2016)

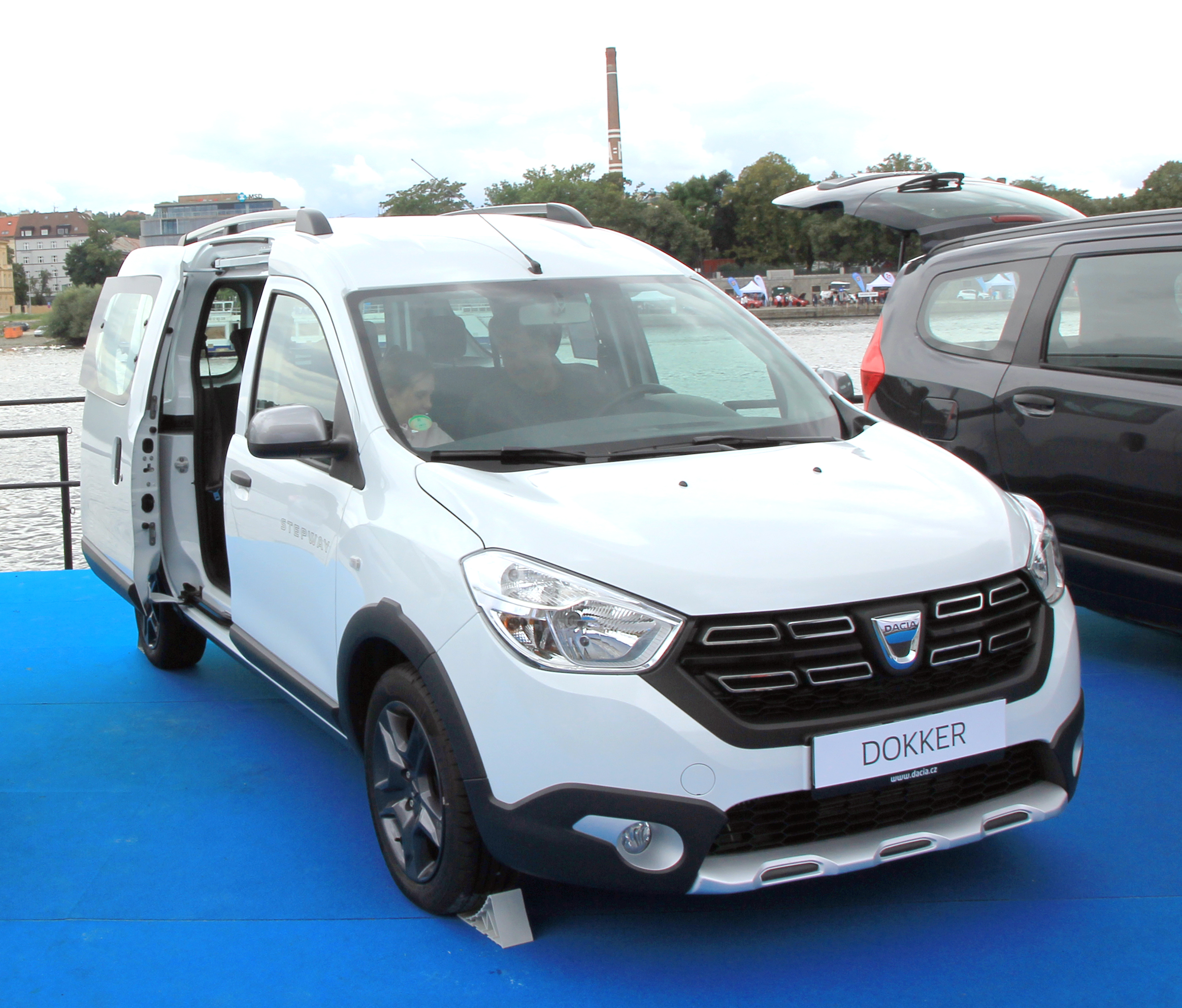
Dacia Dokker Stepway (2016—2021)

Dokker на 15 сантиметрів коротший і на 10 вищий від компактвена Lodgy. Звичайні задні бокові двері замінили на зсувні. Крім пасажирської версії з трьома рядами сидінь пропонується і вантажна під назвою Dacia Dokker Van. Вантажний об'єм вантажної версії становить 3,1 м3. Моторна гамма уніфікована з Lodgy. Ціни на автомобіль починаються з позначки 9000 євро.
Привід передній. Передня підвіска незалежна типу McPherson, задня підвіска напівзалежна балка. Передні гальма дискові вентильовані, задні гальма барабанні. Колеса 185/65 R15. Будова частина точнісінько як у моделі Dacia Lodgy та Dacia Logan.
Лінійка двигунів складається з чотирьох агрегатів. Серед бензинових значаться «четвірки» 1.2 TCe (115 к.с.) і 1.6 MPI (85-100 к.с.), а також турбодизель 1.5 dCi (75-90 к.с.). Коробки передач тільки механічні з п'ятьма або шістьма ступенями.
В Україні і ряді інших країн автомобіль продається під назвою Renault Dokker.
В 2014 році представили версію Dacia Dokker Stepway.
В 2016 році сімейство Dokker оновили, змінивши зовнішній вигляд.
В 2019 році представили новий двигун 1.3 TCe потужністю 131 к.с.

## Двигуни
| Двигун          | Код двигуна | Об'єм    | Потужність        | Роки випуску |
| --------------- | ----------- | -------- | ----------------- | ------------ |
| Бензинові       |             |          |                   |              |
| 1.6 MPI 85      | K7M 812     | 1598 см³ | 83 к.с. (61 кВт)  | 2012-2015    |
| 1.6 SCe 100     | K4M 490     | 1598 см³ | 100 к.с. (75 кВт) | з 2015       |
| 1.2 TCe 115     | H5Ft 402    | 1198 см³ | 115 к.с. (85 кВт) | 2013-2016    |
| 1.2 TCe 115     | H5F 408     | 1198 см³ | 115 к.с. (85 кВт) | 2016-2021    |
| 1.3 TCe 130     | H5H         | 1332 см³ | 131 к.с. (96 кВт) | з 2019       |
| Дизельні        |             |          |                   |              |
| 1.5 dCi 75 eco2 | K9K 612     | 1461 см³ | 75 к.с. (55 кВт)  | з 2012       |
| 1.5 dCi 90 eco2 | K9K 612     | 1461 см³ | 90 к.с. (66 кВт)  | 2013-2018    |
| 1.5 Blue dCi 95 | K9K 612     | 1461 см³ | 95 к.с. (70 кВт)  | з 2018       |